# Дарницький хліб
Дарницький хліб — сорт хліба на заквасці із суміші житнього та пшеничного борошна, що з'явився в СРСР у 1986 році. Залишається поширеним на пострадянському просторі.
Буває формовий або подовий, масою 0,5-1,25 кг. Колір — від світло- до темно-коричневого. Складається з 60 % житнього обдирного борошна та 40 % пшеничного борошна першого сорту, а також кухонної солі та питної води.
Закваску готують із комплекту чистих культур, борошна та води.
Для реалізації у торгівлі допускається пакування.
Рецепт розроблений у 1985 році фахівцями ВНДІХП на чолі з технологом Миколою Терентійовичем Чубенком. За основу взято інструкцію з промислового приготування хліба на рідких заквасках із застосуванням чистих культур дріжджів молочнокислих бактерій, яка була розроблена в Ленінграді та застосовувалася на Левашівському хлібозаводі з 1934 року. За три місяці роботи групи було створено сорти з покращеними властивостями, крім «Дарницького», розробленого замість «Українського», розроблено рецептуру хліба «Столичного» як покращеного варіанту «Столового».
1986 року був створений ГОСТ на «Дарницький».
Український ДСТУ-П 4583:2006.